# دانتي كالابريا
دانتي كالابريا (بالإيطالية: Dante Calabria)‏ مواليد 8 نوفمبر 1973 في بنسيلفانيا، هو لاعب كرة سلة إيطالي سابق أصبح مدرباً بدأ مسيرته الاحترافية في سنة 1996. اعتزل اللعب في 2010.

## فرق لعب لها
- جاي دي أيه ديجون
- فالنسيا باسكت
- بالاكانسترو كانتو
- أولمبيا ميلانو

## روابط خارجية
- دانتي كالابريا على موقع الاتحاد الدولي لكرة السلة (الإنجليزية)
- دانتي كالابريا على موقع الدوري الإسباني لكرة السلة (الإسبانية)
- دانتي كالابريا على موقع كرة السلة الأوروبية.كوم (الإنجليزية)
- دانتي كالابريا على موقع كلية كرة السلة في سبورتس رفرنس.كوم (الإنجليزية)
- دانتي كالابريا على موقع ريلجم (الإنجليزية)
- دانتي كالابريا على موقع بروبوليرز (الإنجليزية)
- دانتي كالابريا على موقع سبورتس رفرنس (الإنجليزية)